# Ceny české filmové kritiky
Ceny české filmové kritiky je filmové ocenění, které od roku 2011 uděluje Sdružení českých filmových kritiků. Tvoří alternativu ke známějšímu a tradičnějšímu ocenění Český lev, které se uděluje na základě hlasování filmových profesionálů.

## Výběr filmů
Ceny nominuje porota složená z českých filmových kritiků, publicistů a recenzentů, mezi které patří například Jindřiška Bláhová (také předsedkyně Sdružení), Jana Podskalská, Pavel Sladký, Kamil Fila, Iva Čermák Přivřelová, Petr Fischer, František Fuka a další.

## Přehled cen
- Nejlepší film
- Nejlepší dokument
- Nejlepší režie
- Nejlepší scénář
- Nejlepší herec
- Nejlepší herečka
- Audiovizuální počin roku
- Mimo kino
- Cena Innogy pro objev roku
- Nejlepší krátký film

## Historie
1. Ceny české filmové kritiky 2010 (nejlepší film: Pouta)
2. Ceny české filmové kritiky 2011 (nejlepší film: Rodina je základ státu)
3. Ceny české filmové kritiky 2012 (nejlepší film: Ve stínu)
4. Ceny české filmové kritiky 2013 (nejlepší film: Hořící keř)
5. Ceny české filmové kritiky 2014 (nejlepší film: Cesta ven)
6. Ceny české filmové kritiky 2015 (nejlepší film: Ztraceni v Mnichově)
7. Ceny české filmové kritiky 2016 (nejlepší film: Rodinný film)
8. Ceny české filmové kritiky 2017 (nejlepší film: Špína)
9. Ceny české filmové kritiky 2018 (nejlepší film: Jan Palach)
10. Ceny české filmové kritiky 2019 (nejlepší film: Staříci)
11. Ceny české filmové kritiky 2020 (nejlepší film: Krajina ve stínu)
12. Ceny české filmové kritiky 2021 (nejlepší film: Okupace)
13. Ceny české filmové kritiky 2022 (nejlepší film: Arvéd)
14. Ceny české filmové kritiky 2023 (nejlepší film: Přišla v noci)[3]
15. Ceny české filmové kritiky 2024 (nejlepší film: Amerikánka)